# 76. sydlige breddekreds
Den 76. sydlige breddekreds (eller 76 grader sydlig bredde) er en breddekreds, der ligger 76 grader syd for ækvator. Den løber gennem Sydlige Ishav og Antarktis.